# Adinarthrum simplex
Adinarthrum simplex är en nattsländeart som beskrevs av Douglas E. Kimmins 1964. Adinarthrum simplex ingår i släktet Adinarthrum och familjen kantrörsnattsländor. Inga underarter finns listade i Catalogue of Life.